# Homaea arefacta
Homaea arefacta là một loài bướm đêm trong họ Noctuidae.